# Florian Miosge
Florian Miosge (* 1978 in Wolfsburg) ist ein deutscher Filmeditor.
Florian Miosge absolvierte von 1999 bis 2002 eine Ausbildung im Filmschnitt beim Norddeutschen Rundfunk in Hamburg. Von 2003 bis 2008 studierte er Filmmontage an der Filmhochschule Babelsberg. Sein Schaffen umfasst mehr als Dutzend Produktionen.

## Filmographie (Auswahl)
- 2006: Pingpong
- 2007: Was am Ende zählt
- 2009: 12 Meter ohne Kopf
- 2009: Zarte Parasiten
- 2011: Arschkalt
- 2011: Der Fluss war einst ein Mensch
- 2012: Hanni & Nanni 2
- 2013: Hannas Reise
- 2014: Der stille Berg
- 2017: Das System Milch
- 2017: Drei Zinnen
- 2019: O Beautiful Night
- 2019: Get Lucky – Sex verändert alles
- 2020: Alkohol – Der globale Rausch
- 2021: Eldorado KaDeWe – Jetzt ist unsere Zeit
- 2023: A Thin Line (Fernsehsechsteiler)
- 2025: Zweitland